# كارلو باربييري
كارلو باربييري (7 يناير 1922 فونتانيليتشي إيطاليا - ) هو لاعب كرة قدم إيطالي يلعب كلاعب وسط.